# La profecia
La profecia (títol original: Prophecy) és una pel·lícula de terror dirigida el 1979 per John Frankenheimer, amb Robert Foxworth, Talia Shire i Armand Assante. Ha estat doblada al català.

## Argument[2]
El doctor Robert Verne, que exerceix la seva professió de metge en un barri pobre de Washington, és contractat per l'Agència de Protecció Governamental per investigar sobre eventuals conseqüències ecològiques d'una fàbrica de pastes i paper en un bosc situat prop d'Androscoggin a Maine. Des de la seva arribada, amb la seva dona Maggie, percep la tensió que existeix entre els empleats de la fàbrica i els indis de la regió, que acusen la indústria d'enverinar el bosc. Al seu poble, neixen de manera ocasional nens amb malformacions congènites. Robert Verne s'adona aviat que hi ha mercuri a l'aigua del riu que alimenta la fàbrica. És el que serveix d'agent mutagen en l'origen de les malformacions congènites dels nounats. A més, Verne i els altres s'han d'enfrontar tot d'una a un enorme os mutant, anomenat Kathadin pels indis, qui freqüenta el bosc i hi sembra la mort i el terror.

## Repartiment
- Robert Foxworth: Robert Verne
- Talia Shire: Maggie Verne
- Armand Assante: John Hawks
- Richard Dysart: Isely
- Victoria Racimo: Ramona
- George Clutesi: M'Rai
- Burke Byrnes: el pare
- Mia Bensdixsen: la noia
- Johnny Timko: el noi
- Tom McFadden: el pilot
- Graham Jarvis: Shusette
- Everett Coach: Kelso
- Charles H. Gray: el xèrif

## Al voltant de la pel·lícula
- Filmat a la Colúmbia Britànica el 1978, aquesta pel·lícula inaugura el període del Hollywood North, període durant el qual diversos productors americans han anat a rodar les seves pel·lícules a aquesta província canadenca per tal d'aprofitar preus més barats.
- La pel·lícula ha costat 12 milions de dòlars (la producció).
- Anacronisme: La història es desenvolupa a l'Estat de Maine. Ara bé, no hi ha ossos grisos a Maine.